# Árabe shiji
El árabe shiji o chiji es un dialecto de la lengua árabe hablado en la península de Musandam. 
Es hablado por unas 27 000 personas en los Emiratos Árabes Unidos y Omán.